# 세일럼 (드라마)
《세일럼》(영어: Salem)는 2014년 4월 20일부터 2017년 1월 25일까지 WGN 아메리카에서 방영한 드라마이다.

## 출연진
- 탬진 머챈트 - 앤 헤일 역